# Hugo II. (Ponthieu)
Hugo II. († 1052) war ein Graf von Ponthieu aus dem Haus Ponthieu. Er war ein Sohn des Grafen Enguerrand I. von Ponthieu.
Noch zu Lebzeiten seines Vaters heiratete Hugo um 1035 Bertha, die Tochter von Guérinfrid und Erbin der normannischen Grenzburg Aumale. Ihre gemeinsamen Kinder waren:
- Enguerrand II. († 1053)
- Guido I. († 1100)
- Hugo „der edle Erbe von Ponthieu“[1]
- Waleran († 1054, gefallen in der Schlacht von Mortemer)[2]
- N.N. Tochter, ⚭ mit Graf Wilhelm von Arques

Hugo II. verstärkte die Beziehung seiner Familie zu den benachbarten Normannen, indem er seinen ältesten Sohn mit einer Schwester des Herzogs Wilhelm II. und seine Tochter an den Grafen Wilhelm von Arques verheiratete. Er selbst wurde 1052 ermordet und anschließend in der Abtei Saint-Riquier bestattet.